# 希臘太空總署
希臘太空總署（Hellenic Space Agency），縮寫為HSA（ΕΛΔΟ，ELDO），是希臘的國家太空機構，於2018年3月19日由希臘數位政策、電訊和媒體部（Ministry of Digital Policy, Telecommunications and Media）成立為一家公營有限公司。該機構於2019年8月9日被希臘太空中心（Ελληνικό Κέντρο Διαστήματος）所取代。 

## 目的
其目的是塑造国家的太空战略，促进希腊参与太空计划，并参与太空活动。